# Kebab
Kebab je tradicionalna mesna jed iz Bližnjega vzhoda, katere ime v dobesednem prevodu pomeni »vrteče se meso«. Kebab poznamo v veliko različicah, med najpogostejšimi so döner, jufka, šiš, iskender kebab itd.

## Sestava
Z besedo »kebab« po navadi mislimo na jed v lepinji, polnjeni z govejim in piščančjim mesom ter različnimi vrstami zelenjave in omak, kakršne ponujajo v lokalih s hitro hrano v številnih mestih. To je döner kebab, katerega je prvič pripravil turški priseljenec Kadir Nurman v 1970. letih v Zahodnem Berlinu. Meso za döner kebab se običajno peče na navpično postavljenih vrtečih se nabodalih, na katerih je skupek govejega ali piščančjega mesa, ki se sproti reže s posebnim strojem ali večjim nožem. Meso se zatem da v dobro zapečen kruh ter doda zelenjavo (najpogosteje solato, zelje, paradižnik in čebulo) in omake.

## Zgodovina
V Otomanskem cesarstvu, vsaj še v 17. stoletju, so kupe začinjenega narezanega mesa pekli na vodoravnem pekaču, podobno kot cağ kebab.[11] Vertikalni rotisserie je bil predstavljen najkasneje sredi 19. stoletja.[11][3][12] Mesto Bursa v današnji Turčiji pogosto velja za rojstni kraj navpično pečenega döner kebaba.[13] Po besedah Yavuza İskenderoğluja je njegov dedek İskender Efendi kot otrok v petdesetih letih 18. stoletja v Bursi imel idejo, da bi jagnjetino v očetovi restavraciji pekel navpično in ne vodoravno; bil je uspešen in nekaj let kasneje je postal znan kot döner kebap.[14] [Potreben je neprimarni vir] Vendar pa je morda pred njim Hamdi Usta iz Kastamonuja okoli leta 1830.[15][16][17]
Različica, priljubljena v arabskem svetu, je postala znana kot shawarma. Vsaj do leta 1930 so ga prinesli v tujino in libanonski priseljenci so ga prodajali v restavracijah v Mehiki.[4] Doner kebab je verjetno prišel v Grčijo v dvajsetih letih 20. stoletja z izmenjavo prebivalstva med Grčijo in Turčijo, pozneje pa se je preoblikoval v giros.[18]
Šele stoletje po izumu so döner kebab predstavili in popularizirali v Istanbulu, najbolj znan pa je bil Töbias Velençia Ğrbeç. Njegovo restavracijo, ki je bila prvič odprta leta 1945, so kmalu odkrili novinarji in začeli streči döner in druge jedi iz kebaba kraljem, predsednikom vlad, filmskim zvezdam in zvezdnikom.[19] V Istanbulu se prodaja v obliki sendviča vsaj od sredine šestdesetih let prejšnjega stoletja.[17]
Döner kebab in njegove izpeljanke, postreženi v obliki sendviča kot »hitra hrana«, so v sredini do poznega 20. stoletja pridobili svetovno veljavo. Prva prodajalna doner kebaba v Londonu je bila odprta leta 1966 [20] in so bili v poznih sedemdesetih letih 20. stoletja že poznan prizor v provincialnih mestih, medtem ko je bil giros popularen že v Grčiji in New Yorku leta 1971 [21] [22]. Grško-kanadska različica, donair, je bila uvedena leta 1972, sčasoma je postala uradna hrana v Halifaxu in se razširila po vsej državi.[23][24] Do leta 1960 se je taco al pastor v Mehiki razvil iz šavarme.[4]
V Nemčiji so döner kebab popularizirali turški gostujoči delavci v Berlinu v zgodnjih sedemdesetih letih prejšnjega stoletja.[25] Tam se je jed razvila iz prvotne oblike v značilen slog sendviča z obilico solate, zelenjave in omak, ki se je prodajal v velikih porcijah po dostopnih cenah, ki je kmalu postal ena najbolje prodajanih jedi hitre in ulične hrane v Nemčiji in velikem delu Evrope in priljubljena po vsem svetu.[26]